# ترومف
ترومف (به انگلیسی: TRUMPF) شرکت مهندسی آلمانی است، که در زمینه ساخت ماشین ابزار و ماشین‌آلات پردازش مواد همچون برش لیزری، جوشکاری لیزری، حکاکی لیزری، دستگاه‌های پانچ هیدرولیکی، دستگاه‌های خمکاری ورق و سیستم‌های اتوماسیون کارخانجات فعالیت می‌کند.
شرکت ترومف یکی از بزرگترین تولیدکنندگان ماشین‌افزار در جهان است که دارای بیش از ۶۰ شرکت تابعه در سرتاسر دنیا می‌باشد. کارخانجات ساخت و مونتاژ محصولات TRUMPFدر کشورهای چین، آلمان، فرانسه، بریتانیا، ایتالیا، ژاپن، مکزیک، اتریش، لهستان، سوئیس، جمهوری چک و ایالات متحده واقع شده است.
دفتر مرکزی این شرکت در شهر دیتزینگن، نزدیکی اشتوتگارت آلمان قرار دارد.